# Diamantenabbau in Angola
Die Geschichte des Diamantenabbaus in Angola begann am 4. November 1912, als die Geologen Johnston und Mac Vey vom belgischen Unternehmen Forminière  "die sieben berühmten Rohdiamanten von Musalala" entdeckten. Johnston und Mac Vey waren zuversichtlich, dass es Diamanten in Angola gibt. Erkundungsarbeiten führten sie an das rechte Ufer des Flusses Chiumbe in der Provinz Lunda Norte, wo sie in einem rechten Zufluss des Chiumbe, dem Musalala, die Edelsteine fanden. Man hatte schon früher Kenntnisse von Diamanten, seit der ersten Hälfte des sechzehnten Jahrhunderts, genau 1590 durch Portugiesen, die das Land seit 1494 für sich beanspruchten und erkundeten. Seither wird das wertvolle Mineral in der Region erfolgreich gefördert. Die Hauptvorkommen befinden sich im Nordosten an der Grenze zur Demokratischen Republik Kongo und im Zentrum in der Provinz Huambo.

## Bedeutung des Diamantenabbaus für Angola

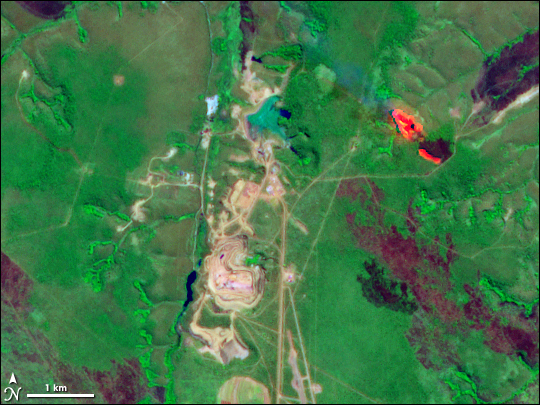
Falschfarben-Satellitenbild der Catoca-Mine von 2001. (Der hellrote Fleck ist ein Feuer.)

Vor der Unabhängigkeit Angolas 1975 war die portugiesische Kolonie im Südwesten Afrikas das viertgrößte diamantenproduzierende Gebiet der Welt. Im Oktober 1917 wurde dazu von den Portugiesen die Firma Companhia de Diamantes de Angola (Diamang) gegründet. Im Jahr 1971 erreichte die Produktion von Diamanten ein Rekordhoch, mit einer Summe von 2.413.021 Karat. Mit der Gründung der Empresa Nacional de Diamantes de Angola (Endiama) durch die neue angolanische Staatsführung, ersetzte diese die Diamang im Jahr 1988. Die gegenwärtige Produktion kommt größtenteils aus Alluvialböden, hauptsächlich aus den Provinzen Lunda Norte und Lunda Sul, im nordöstlichen Teil des Landes. Etwa 90 Prozent vom Ausbringen hat Gemmen-Qualität. Angola hat auch mindestens sechs enge Eruptionsschlote, von denen die Geologen glauben, dass sie reich an Diamantenablagerungen sind. Bedeutendste Mine ist die Catoca-Mine bei Saurimo. Diamanten zählen zu den wichtigsten Staatseinnahmen Angolas. Abbau und Handel werden ausschließlich durch die staatliche Endiama kontrolliert, der legale Ankauf der Diamanten erfolgt über die Sodiam, einer 99-prozentigen Tochtergesellschaft der Endiama. 
Nach dem Ölsektor ist der Bergbau der zweitwichtigste Wirtschaftszweig Angolas und da besonders der Diamantensektor. 2006 trug der Verkauf der Diamanten dem angolanischen Haushalt 165 Millionen US-Dollar ein. Etliche ausländische Firmen sehen hier große Investitionsmöglichkeiten. Angola war der drittgrößte Produzent von Diamanten in Afrika (2009) und hat nur 40 Prozent der Diamantengebiete innerhalb des Landes erkundet. Weltweit führende Geologen schätzen, dass die angeschwemmten Diamantenreserven bis zu 130 Millionen Karat ausmachen. Endiama erwartet, die Produktion um 10 Millionen Karat pro Jahr zu erhöhen.
Im Gegensatz zum Öl- ist der Diamantensektor arbeitskraftintensiv, allerdings sind hier viele private Diamantschürfer tätig. Die Regierung sieht das als illegale Erwerbstätigkeit an und zerschlägt diesen informellen Sektor. So wurden 2007 über 40.000 zumeist kongolesische Garimpeiros von den Diamantenminen im Nordosten des Landes vertrieben. Endiama hat mit gewaltsamen Umsiedlungen ohne Entschädigung riesige Landflächen in Besitz genommen.

## Angolanischer Bürgerkrieg und Blutdiamanten
Die Diamantenförderung hat als profitabelster Bestandteil der angolanischen Ökonomie zur Finanzierung und Verlängerung des Angolanischen Bürgerkrieges beigetragen, der von 1975 bis 2002 das Land verwüstete. Die Diamanten Angolas waren damit ein Auslöser für die Diskussion um sogenannte Blutdiamanten und die Etablierung des Kimberley-Prozesses, der das Ziel verfolgt, die Finanzierung von Bürgerkriegen durch Diamantenhandel zu unterbinden.
Verantwortlich für die Diamantenproduktion war die Companhia de Diamantes de Angola Diamang, die 1986 in die staatlich kontrollierte und gelenkte Empresa de Diamantes de Angola (Endiama) umbenannt wurde. Die Mehrheit der in Angola geschürften Diamanten, 70 bis 80 Prozent der Produktion, ist im Gegensatz zu Industriediamanten von einer vollkommenen Edelsteinqualität. Lediglich fünf bis zehn Prozent der weltweiten Diamantenvorkommen verfügen über eine ausreichende Qualität für Schmucksteine, somit lässt sich die hohe Nachfrage nach angolanischen Edelsteinen auf dem internationalen Diamantenmarkt im belgischen Antwerpen nachvollziehen. Die Diamantengewinnung erwies sich von daher als profitbringender Wirtschaftssektor, den die Regierung, aber auch oder vor allem, ihr Gegner im Bürgerkrieg, die Unita auszunutzen wusste. Die relative Einfachheit der Diamantengewinnung führte dazu, dass die Unita Anfang der 90er Jahre verstärkt auf den Diamantenhandel als Einnahmequelle setzte. Dies hatte zur Folge, dass die Unita die Kampfhandlungen in den mineralienreichen nordöstlichen Regionen Lunda Norte und Lunda Sul intensivierte, um die Vorherrschaft über die Diamantenvorkommen im Territorium zu etablieren. Diese militärische Anstrengung hat sich für die Unita aus rein finanzieller und logistischer Perspektive aus betrachtet gelohnt: Zwischen 1992 und 1998 hat die Rebellenbewegung neunzig Prozent der angolanischen Diamantenexporte kontrolliert und etwa 3,7 Milliarden US-Dollar daran verdient. Die Unita förderte vor allem die Diamanten aus den Vorkommen im Schwemmland, wo kein maschineller Aufwand oder technisches Know-how erforderlich waren. Um den Bergbau zu tätigen, rekrutierte die Unita Garimpeiros (Bergarbeiter) aus den eigenen Reihen, Kleinbauern aus der Region aber auch kongolesische Staatsbürger, die der ethnischen Gruppe der Bakongo angehören.

## Schmuggelpfad von Angola nach Antwerpen
Die Ausfuhr der Diamanten funktionierte in erster Linie über Staaten, in denen die Unita über eine perfekt entwickelte Infrastruktur verfügte. Vor allem Burkina Faso, Togo und Zaire pflegten in den 1990er Jahren einen engen Kontakt zur Unita. Sie stellten ihr Staatsterritorium der Rebellenbewegung für Diamantentransfers und als Zwischenstation für heimliche Waffenlieferungen aus Osteuropa zur Verfügung. Der Anführer der Rebellentruppe, Jonas Savimbi, manifestierte den politischen Oberhäuptern der befreundeten afrikanischen Staaten seine Dankbarkeit, indem er den Präsidenten Blaise Compaoré (von Burkina Faso), Gnassingbé Eyadéma (von Togo) oder Mobutu Sese Seko (von Zaire) Diamanten mit Wert in Millionenhöhe zukommen ließ. In anderen Fällen wurden angolanische Diamanten ohne das Wissen der betreffenden Regierungen über Südafrika, Namibia und Sambia nach Antwerpen geschmuggelt.

## Schürfrechte als Belohnung für Regierungstreue
Auf der anderen Seite versuchte die MPLA-Regierung, die Kontrolle über die Diamantenproduktion mittels der Endiama zu sichern, indem diese die offiziellen Schürfrechte verkaufte bzw. durch Joint Ventures selbst an der Produktion beteiligt war. Die in den diamantenreichen Regionen des Landes lebende Zivilbevölkerung sollte – zumindest formell – bei der Vergabe von Schürflizenzen begünstigt werden. Diese Bestimmungen widersprachen jedoch der realpolitischen Situation bei weitem. Die Regierung kontrollierte 1994 nur zirka 30 Prozent des angolanischen Territoriums und war nicht in der Lage, administrative Bestimmungen umzusetzen. Zudem wurden die Schürfrechte in der Regel an ranghohe angolanische Offiziere der FAA (Forças Armadas Angolanas) vergeben. Somit sollte ihre Loyalität gegenüber dem angolanischen Staat gewährleistet werden. Um die finanziellen oder technischen Defizite zu kompensieren, konnten die Offiziere getrost auf bereitwillige ausländische Firmen zurückgreifen, die sich mit einem großzügigen Gewinnanteil bereicherten.

## De Beers und ihr Monopol
Der Diamantenhandel – für die Unita die wichtigste Einnahmequelle – funktionierte in Zusammenarbeit mit dem britisch-südafrikanischen Diamantenhandelsmonopol De Beers. Die Central Selling Organisation CSO, die Vertriebszentrale De Beers, erwarb so viel wie möglich von der angolanischen Diamantenproduktion, markierte sie als offizielle De Beers-Diamanten und nahm sie in Gewahrsam. Die CSO reguliert die Anzahl der Edelsteine, die periodisch an "Sight holder" (lizenzierte Händler) verkauft werden, um anschließend an den wichtigsten Diamantenmärkten Antwerpen, Tel-Aviv und London angeboten zu werden. Der transnationale Diamantenkonzern kontrolliert ca. 70 Prozent des weltweiten Diamantenhandels.
Aufgrund ihrer wirtschaftlichen Bedeutung sind die nordöstlichen Regionen Lunda Norte und Lunda Sul die am heftigsten umkämpften Gebiete gewesen. Die Kriegshandlungen in der Lundaregion zwischen den Außenstehenden Streitkräften, den in der Hauptstadt angesiedelten Mbundu und den im zentralen Hochland beheimateten Ovimbundu haben die in den beiden Lundas angesiedelten Chokwe zu einer Anti-Regierung und einer Anti-Unita-Haltung bewegt und damit eine neue Dimension ethnisch-regionalen Nationalismus hervorgebracht.

## Abschiebungen wegen illegalem Abbau
2007 geriet die Diamantenproduktion in Angola wiederum in negativer Form in die Schlagzeilen, als es zu ersten Massenabschiebungen "illegaler" Schürfer unter erheblichen Menschenrechtsverletzungen kam. Nach UNO-Angaben sind in den darauffolgenden zwei Jahren 2008 und 2009 knapp 115.000 Menschen unter sehr zweifelhaften Umständen aus Angola in die benachbarte Demokratische Republik Kongo abgeschoben worden. Der Kongo reagierte daraufhin mit Massenabschiebungen Tausender Angolaner, die seit Jahren als Bürgerkriegsflüchtlinge in Kongo lebten. Gegenseitige Abschiebungen Hunderttausender ihrer Staatsangehörigen charakterisieren seit Monaten die Spannungen der beiden großen Nachbarn Angola und Kongo. Dahinter verbergen sich Meinungsverschiedenheiten über Öl, Diamanten und die erhoffte Elektrizität aus den Inga-Staudämmen am Kongo-Fluss in Kongo. Zwischen 100.000 und 200.000 Menschen wurden bis Ende 2009 in beide Richtungen deportiert. 
Die angolanische Regierung müsse bei den Ausweisungen "die Menschenwürde respektieren", heißt es in einem Bericht, der UNO. Demnach stammen die meisten Abgeschobenen aus dem nördlichen Nachbarland. Im Juli 2009 hatte Endiama eingeräumt, dass die Praxis der Abschiebungen illegaler Schürfer aus dem diamantreichen Nordosten des Landes zukünftig verändert werden. Oft wurden die Menschen nachts abgeholt und ihrer Habseligkeiten beraubt. An der Grenze mussten die Abgeschobenen intime Körperkontrollen über sich ergehen lassen, damit sie nicht heimlich Diamanten aus dem Land schmuggeln. Menschenrechtsorganisationen berichten auch von monatelanger Abschiebehaft und Vergewaltigungen an Frauen und Mädchen an den Grenzen.
Die Vereinten Nationen beobachten intensiv die Situation und führen Gespräche mit der angolanischen Regierung wegen der gängigen Praxis. Die Regierung in Luanda macht kein Geheimnis aus den Massenausweisungen und bezeichnet sie als notwendig, um die Diamantengebiete vor illegalem Abbau der Edelsteine zu schützen.
Die Unita hatte mit dem Diamantenschmuggel ihren Bürgerkrieg finanziert, und immer noch werden die Standards des Kimberley-Zertifizierungssystems zur Beendigung des Handels mit Konfliktdiamanten nur unzureichend umgesetzt.

## Weiterführende Literatur
- Carlos Freire de Andrade: Subsídios para o conhecimento da geologia da Lunda: Diamond deposits in Lunda. (Part 1: A geological survey made in 1945-46; Part 2: A study made in 1945-48 of the diamondiferous gravels and concentrates.). Companhia de Diamantes de Angola (Publicações culturais, 7), Lisboa 1953